# Bank of America Building (Baltimore)
El Bank of America Building, también conocido como 10 Light Street y anteriormente como Baltimore Trust Company Building, es un rascacielos de 34 pisos y 155,15 m ubicado en la esquina de las calles East Baltimore y Light en el centro de Baltimore, la ciudad más poblada de Maryland (Estados Unidos).

## Descripción
10 Light Street era el edificio más alto del estado y el edificio de oficinas más alto de los Estados Unidos al sur de la ciudad de Nueva York cuando se construyó en 1929. El edificio art déco fue diseñado por la firma Taylor and Fisher y se terminó en dieciocho meses. Fue fabricado con piedra caliza de Indiana y ladrillo local sobre una estructura de acero y costó 3 millones de dólares.
El exterior del edificio está decorado con imágenes talladas de humanos y animales románicos, águilas estilizadas, y está rematado con un techo de cobre y oro. El ornamentado vestíbulo bancario principal de dos pisos está muy decorado con pisos de mosaico diseñados por Hildreth Meiere. Hay además murales de Griffith Baily Coale y McGill Mackall sobre temas históricos, como el incendio de Baltimore de 1904 o la redacción del Himno Nacional de Estados Unidos en la Batalla de Baltimore durante la Guerra anglo-estadounidense de 1812. Estos mosaicos estén cubiertos por césped artificial, pues el histórico vestíbulo se usa como gimnasio Under Armour.

## Historia
Poco después de que la Baltimore Trust Company se mudó al edificio en 1929, comenzó la Gran Depresión y la empresa fracasó. El edificio quedó prácticamente vacío en un año, ya que el banco se declaró en quiebra. En esas condiciones, fue utilizado por la Public Works Administration del New Deal en Maryland.
Desde la década de 1940 hasta la de 1960, el edificio se conoció primero como Mathieson Building y luego como O'Sullivan Building, lo que refleja a sus principales inquilinos en ese momento. En 1947, albergaba el transmisor y la antena de WMAR TV, la primera estación de televisión en Maryland y la 14 en general en el país y la tercera filial de CBS. En ese momento, al final de la calle estaba Sun Place, la sede del Baltimore Sun que fundó la estación de televisión. Ese piso superior ahora es un salón privado para los inquilinos.
Durante esos años, Semmes, Bowen y Semmes, un importante bufete de abogados de Maryland con orígenes en el siglo XIX, ocupó el piso veintiuno y más tarde hasta cuatro pisos completos (cuando el bufete empleaba a casi 150 abogados), quedando en 10 Light Street hasta aproximadamente 1990, en lo que se denominó "Baltimore Trust Building", según las memorias de 1952 de Whittaker Chambers. Los abogados de Semmes eran Richard F. Cleveland (hijo menor del presidente Grover Cleveland) y William D. Macmillan.
En 1961, el edificio fue comprado por Maryland National Bank, sucesor de Baltimore Trust, y el nombre se cambió a Maryland National Bank Building. El propio Maryland National fue comprado por NationsBank en 1993, y el nombre del edificio se cambió de nuevo a "NationsBank Building". Luego, la estructura obtuvo su nombre actual tras la fusión de NationsBank con BankAmerica en 1997. Se restauraron partes importantes del edificio, incluida la cúpula revestida de cobre, que vuelve a estar iluminada por la noche.
En diciembre de 2012, el edificio fue adquirido por una empresa de Virginia que planea convertir todos los pisos por encima del cuarto en 445 apartamentos residenciales. Bank of America anunció que cerraría el centro bancario de la planta baja en mayo de 2013. Miles & Stockbridge, una destacada firma de abogados de Baltimore, había mantenido oficinas en el edificio desde 1932, cuando uno de los fundadores de la firma, Clarence Miles, se mudó al edificio.

## Galería

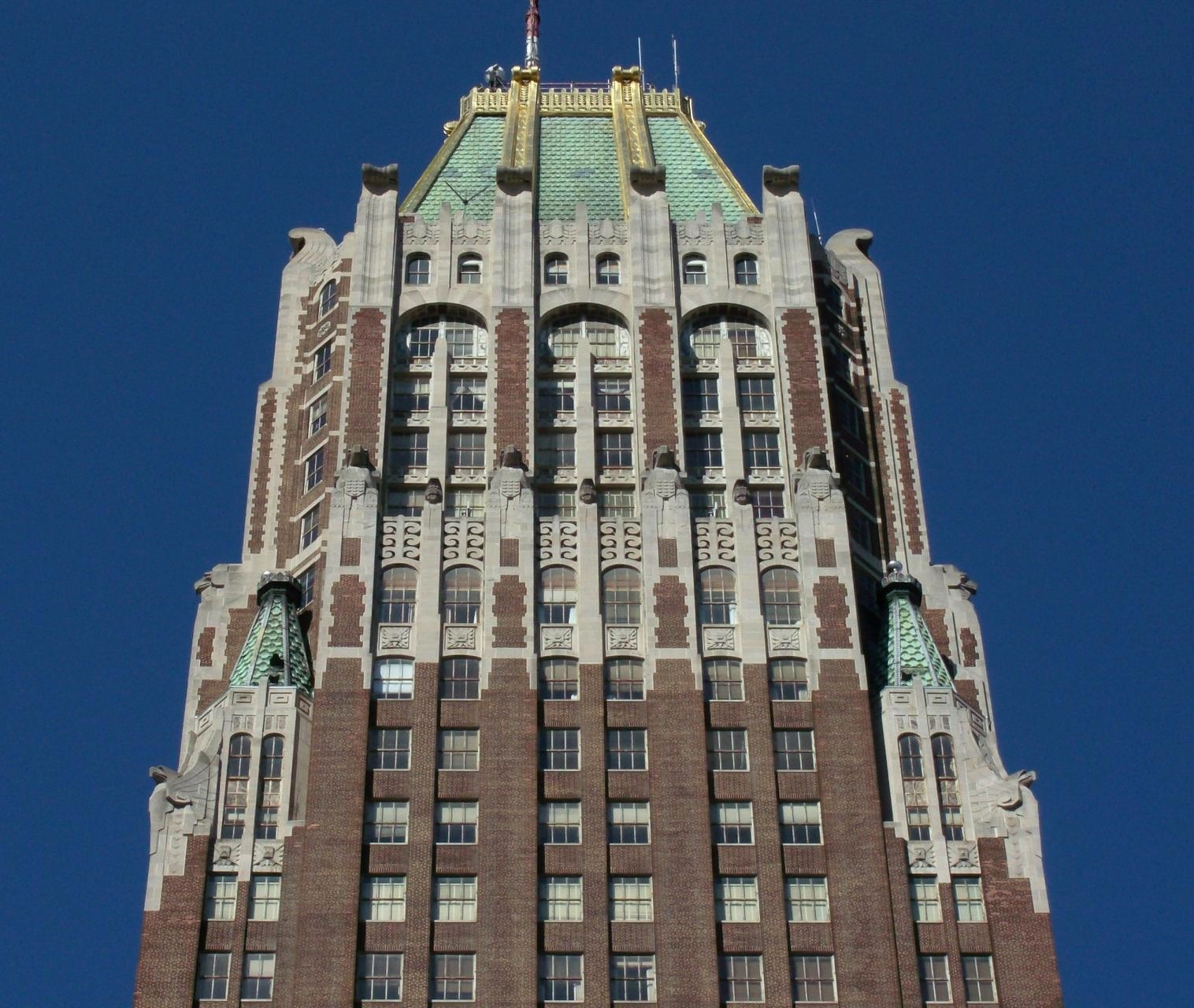
Parte superior del edificio
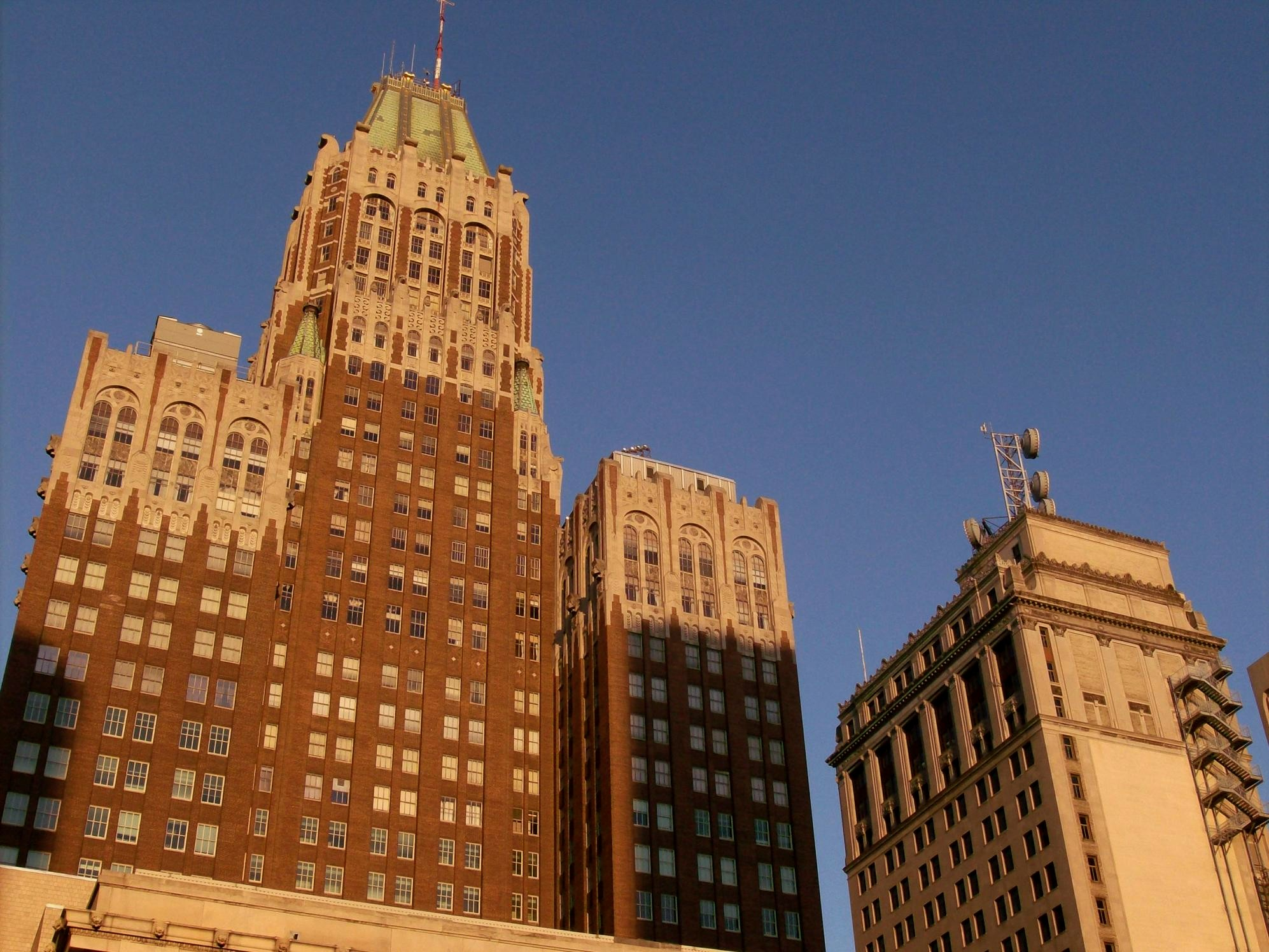
Vista lateral trasera de West Baltimore Street
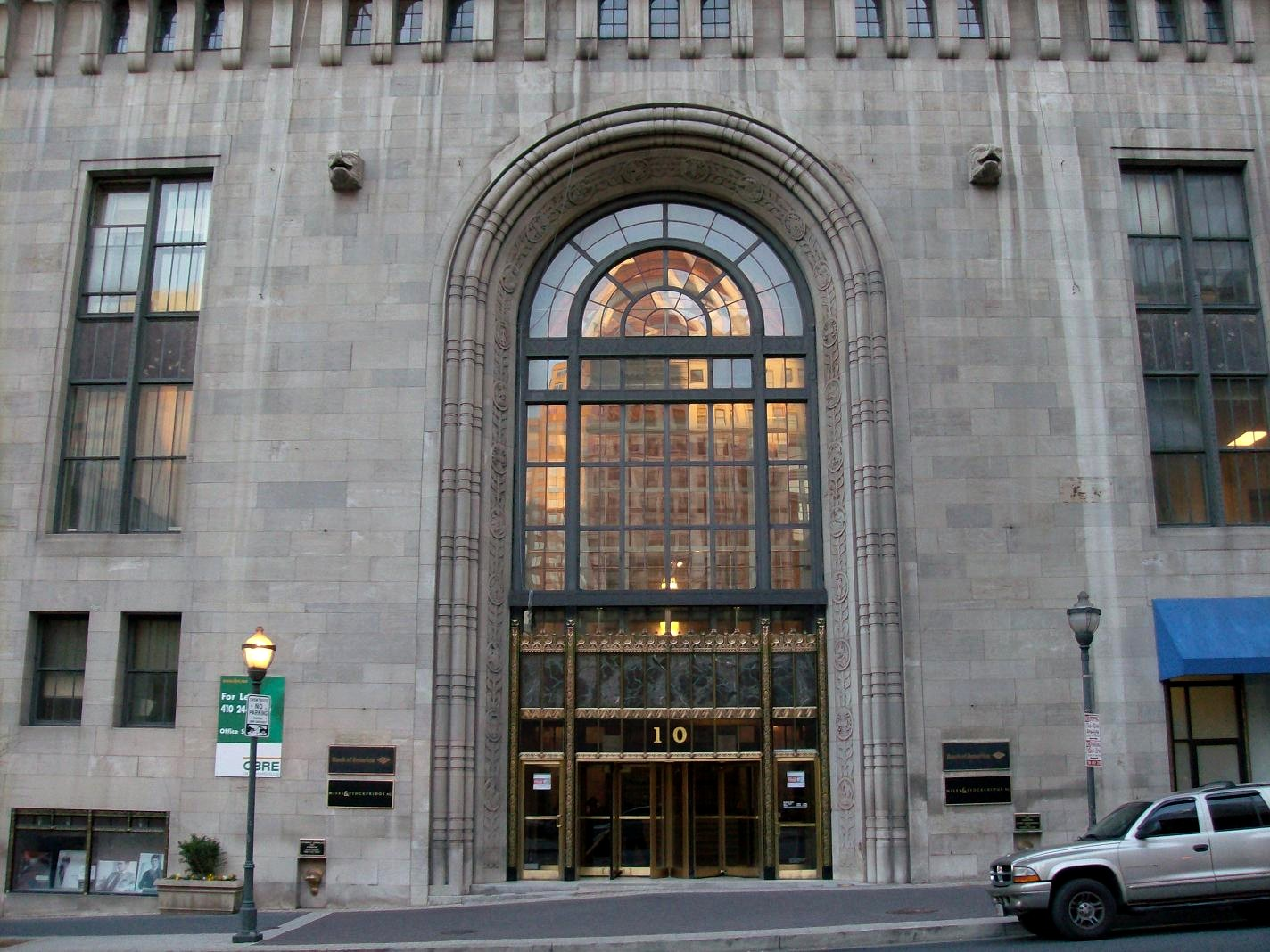
Entrada principal en 10 Light Street
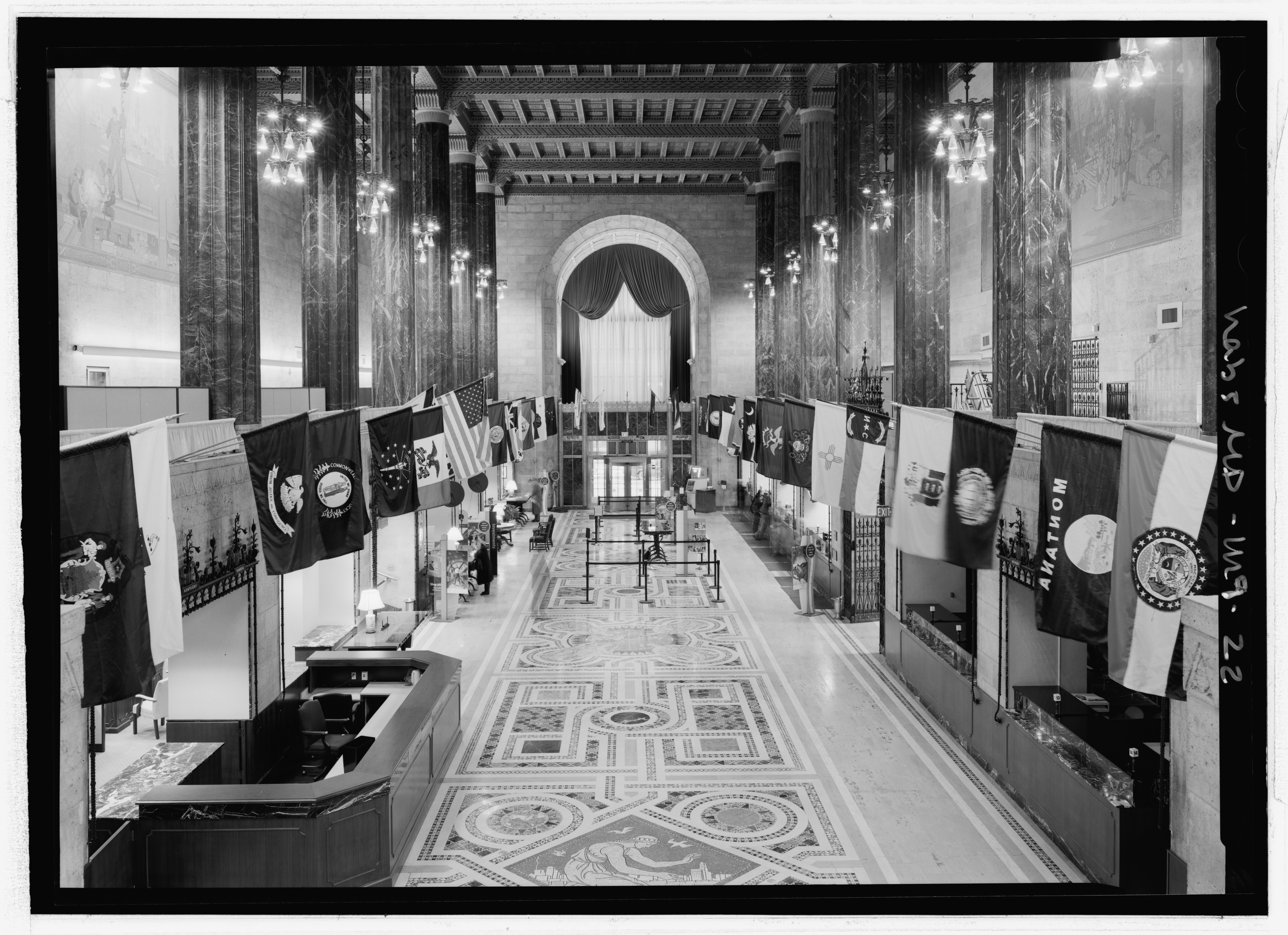
El histórico vestíbulo en 1933, hoy cubierto por césped artificial